# Siddha (Dhanusa)
Siddha (nep. सिद्धा) – gaun wikas samiti w środkowej części Nepalu w strefie Dźanakpur w dystrykcie Dhanusa. Według nepalskiego spisu powszechnego z 2011 roku liczył on 927 gospodarstw domowych i 5287 mieszkańców (2654 kobiety i 2633 mężczyzn).